# Farol da Guia (Macau)
O Farol da Guia, é um farol macaense localizado na colina de mesmo nome, próximo do canto SE da península de Macau, região administrativa especial na costa do Mar do Sul da China.
É uma torre de alvenaria de pedra, em forma de tronco de cone, com cerca de 13,5 m de altura. A base do farol tem um diâmetro de 7 m que se estreita até aos 5 m no topo, onde foi construída uma galeria circular de serviço, e uma outra mais abaixo, de observação. A torre de 3 andares, pintada de branco com bordadura amarelo-dourado, tem um exterior rústico e simples, em harmonia com a capela que lhe está adjacente. Uma lanço de escada em espiral, situado no interior da estrutura, permite o acesso à lanterna com cúpula vermelha.
O Farol da Guia foi construído no interior da Fortaleza de mesmo nome, junto da Capela de Nossa Senhora da Guia, e está com estes incluído na Lista dos monumentos do "Centro Histórico de Macau", classificado como Património Mundial da Humanidade da UNESCO.
As coordenadas geográficas de Macau (21º 11” Norte e 113º 55” Leste) estão registadas com base na localização exacta do farol.

## História
O Farol da Guia um dos grandes faróis do mundo, foi o primeiro farol de características modernas e Ocidentais a ser construído no Extremo Oriente.

A primitiva construção da Fortaleza em cujo perímetro de 800 m² está construído, é de 1622, data do cerco dos holandeses, mas foi demolida ainda antes de 1635. Alguns anos depois, em 1637/1638, mandada construir pelo capitão de artilharia António Ribeiro a partir das doações feitas pelos locais, funcionava como bateria auxiliar e ponto de observação da chegada dos navios ou da aproximação de tufões.

Foi só 1864 que começou a construção do farol  por ordem do governador Coelho do Amaral, e no dia 24 de Setembro de 1865, entrou finalmente em serviço. Uma tempestade, em Setembro de 1874, causou grandes danos a esta torre de grande importância. Seguiu-se um período de cerca de trinta e seis anos em que esteve fora de serviço, até que em 1909/1910 foi restaurada, tendo-lhe sido adicionado um novo mecanismo e se procedeu à sua electrificação. Entrou novamente em serviço no dia 29 de Junho 1910. Com vista à sua inclusão no Património Mundial, foi lindamente restaurado nos anos mais recentes e classificado pela UNESCO em Julho de 2005.

## Salvaguarda do Património
Em Julho de 2007, uma organização preservacionista (Liga de Preservação do Farol da Guia), causou grande controvérsia ao apresentar queixa ao Centro do Património Mundial da UNESCO pelo impacto negativo que poderia causar a construção em grande altura nas imediações da colina da Guia, bloqueando a vista (e a luz) do farol.

“Quando surgirem conflitos entre a salvaguarda do património cultural e o desenvolvimento económico”, defende a população da RAEM, “deverão existir medidas predefinidas que assegurem o cumprimento do princípio da prioridade da protecção do património", segundo as opiniões recolhidas na primeira fase da consulta pública feita já em 2008, que irá contribuir para a elaboração da Lei de Salvaguarda do Património Cultural.

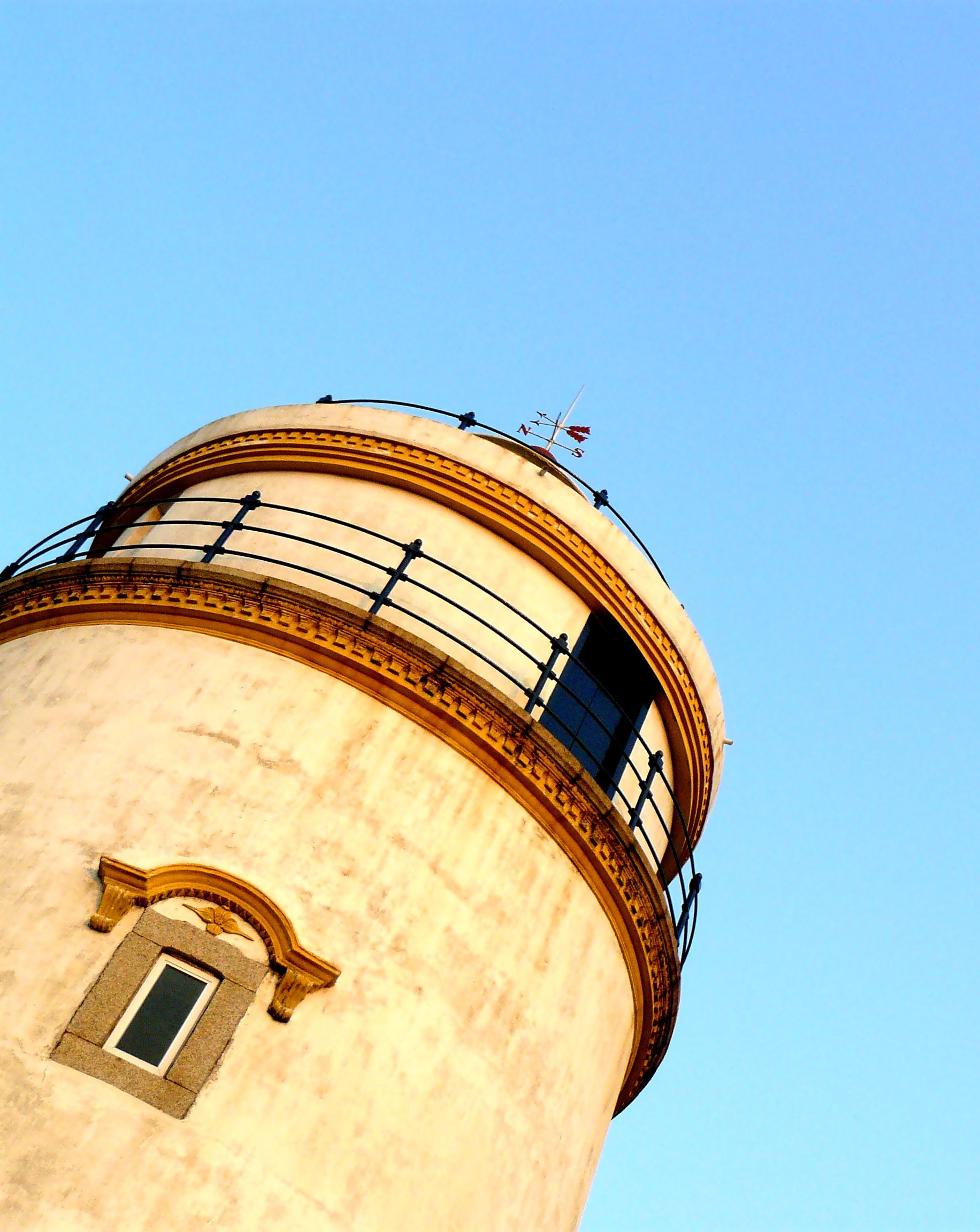
Detalhe da torre e galeria

## Cronologia
- 1622 - primitiva construção da fortaleza, demolida antes de 1635
- 1637/1638 - reconstrução da fortaleza
- 1865 - construção do farol[3]
- 12 de Setembro 1865 - entrada em actividade
- 1874 - danificado por um tufão, ficando inactivo até 1910
- 1909/1910 - recuperado e electrificado
- 2005 - lindamente restaurado[2]
- Julho de 2005 - classificado Património Mundial pela UNESCO
- Julho de 2007 - apresentação de queixa na UNESCO pelo impacto de construções de grande altura na área circundante do farol[4]
- De Março a Abril de 2008 - primeira fase da consulta pública sobre a Lei de Salvaguarda do Património Cultural[5]

## Características
Originalmente o aparelho iluminante funcionava com lamparinas de parafina, sistema planeado por Carlos Vicente da Rocha, um português nascido em Macau, tendo hoje o farol, um moderno sistema de iluminação, com característica de luz (fl. 1s, ec. 2s; fl. 1s, ec. 6s). Existe ainda um mastro junto ao farol, onde é hasteada a bandeira de aviso de aproximação de tufões.

## Informações

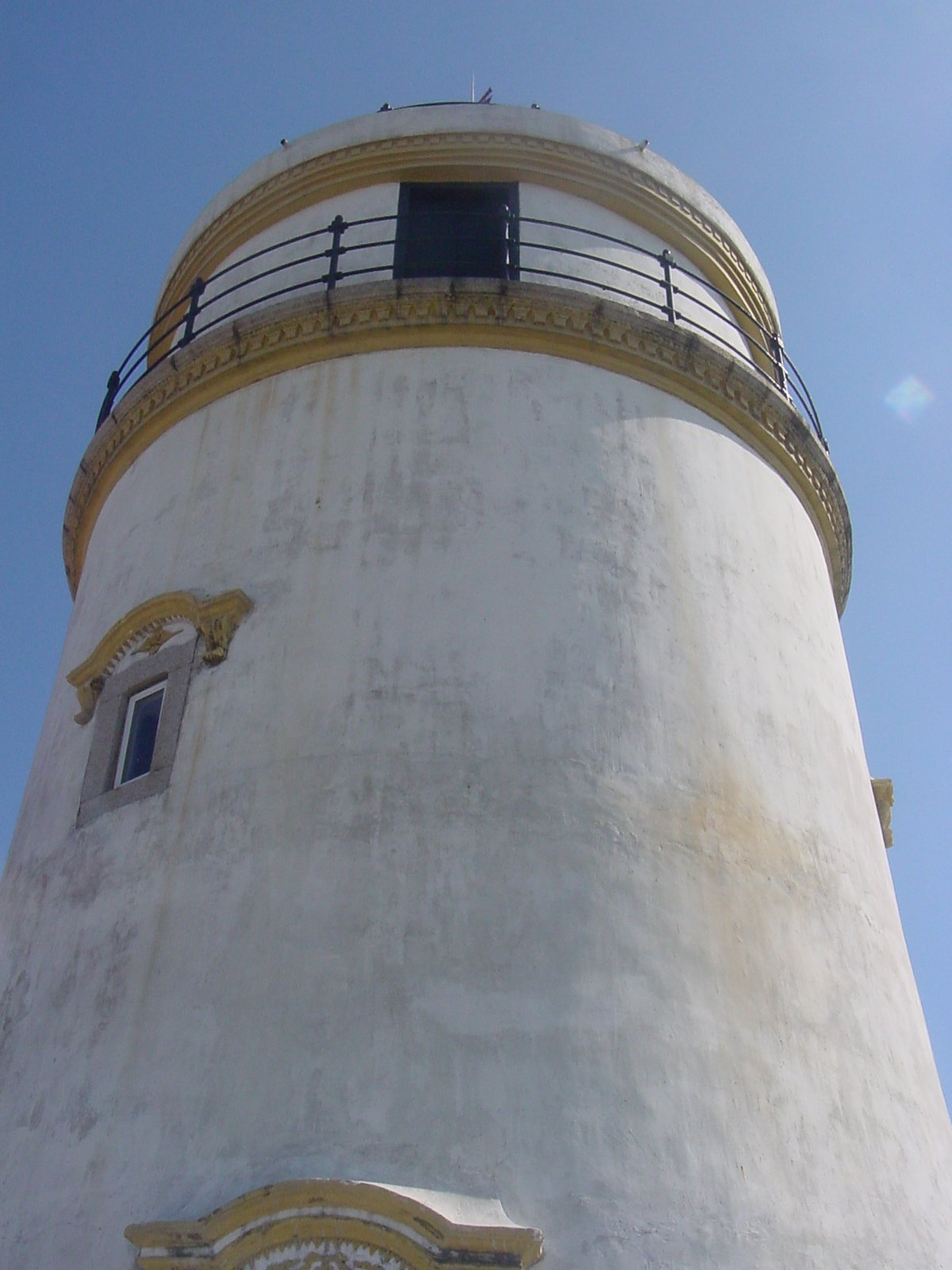
Grande plano da torre

- Uso actual: Ajuda activa à navegação
- Acesso: Cimo da Colina da Guia
- Aberto ao público: Local aberto, torre fechada
- Instituição responsável: Departamento do Património Cultural do Instituto Cultural.
- Outras designações: Farol da Fortaleza da Guia
- Nº internacional: F-3416
- Nº NGA: 19640[6]
- Nº ARLHS: MAC-001[7]
- Nº IPA: CN000101010014[3]